# Józef Karol Kieszkowski
Józef Karol Kieszkowski herbu Krzywda (ur. 1825, zm. 1877) – właściciel ziemski.

## Życiorys
Urodził się w 1825. Wywodził się z rodu Kieszkowskich herbu Krzywda. Był praprawnukiem Kazimierza Kieszkowskiego, prawnukiem Antoniego Kieszkowskiego, wnukiem Stanisława Kieszkowskiego oraz synem Adama Kieszkowskiego i Julii z domu Olszańskiej. Jego rodzeństwem byli Julia (zm. 1892, zamężna z Józefem Szymonowiczem), Stanisław (ur. 1831).
Został dziedzicem dóbr ziemskich Szandrowiec.
Ożenił się ze Stanisławą z Rybotycz Brześciańską, po pierwszym mężu Strzelecką (zm. 1902). Miał dzieci: Leonarda (1850-1885), Włodzimierza (1862-1892), Marię (zamężna z Florianem Pobóg-Malinowskim). Zmarł w 1877.